# Smidstrup Strandkirke
Smidstrup Strandkirke er en sekskantet kirke nær stranden i Smidstrup på Sjællands nordkyst.. Kirken er en del af Refugium Smidstrup Strand, der hører under Sankt Lukas Stiftelsen.
Den prisbelønnede kirke er tegnet af arkitektfirmaet Hvidt og Mølgaard og opført i 1988.
Kirken har plads til cirka 36 personer.

## Eksterne kilder og henvisninger
- Diakonissehuset Sankt Lukas Stiftelsen
- Smidstrup Strandkirke hos KortTilKirken.dk

|  | Denne artikel om en kirke kan blive bedre, hvis der indsættes et (bedre) billede. Du kan hjælpe ved at afsøge Wikimedia Commons for et passende billede eller uploade et godt billede til Wikimedia Commons iht. de tilladte licenser og indsætte det i artiklen. |